# Stenonycteris lanosus
Stenonycteris lanosus — вид рукокрилих, родини Криланових.

## Поширення, поведінка
Країни поширення: Демократична Республіка Конго, Ефіопія, Кенія, Малаві, Руанда, Судан, Танзанія, Уганда від 500 до 4000 м над рівнем моря (більшість записів вище 1000 м). Спить в печерах. Мешкає в гірських вологих тропічних лісах, хоча він також був записаний в мозаїці вічнозелених чагарників і вторинних лісистих лук. 